# Широка мелнишка лоза
Широка мелнишка лоза е винен сорт грозде, разпространен основно в района на Петрич и Сандански. Късен висококачествен червен сорт. Добре се развива на наклонени леки почви с южно изложение. Дава редовни добиви при дълга резитба, Гроздът е средно голям, полусбит до сбит, коничен, понякога крилат. Зърното е средно едро, а ципата – тъмносиня. От него се приготвят висококачествени трапезни и десертни вина.